# إلسي برين
إلسي برين (بالبوكمول: Else Breen) هي كاتِبة نرويجية، ولدت في 15 مارس 1927 في مولده في النرويج.